# Orchard (metrostation)
Orchard is een metrostation van de metro van Singapore aan de North South Line. Volgens de planning wordt dit station vanaf 2021 een overstapplaats voor passagiers van en naar de Thomson-East Coast Line.
- Library of Congress Control Number: no2012016484
- Virtual International Authority File: 232454848